# Rozhanovce
Rozhanovce es un municipio del distrito de Košice-okolie en la región de Košice, Eslovaquia, con una población estimada a final del año 2024 de 2632 habitantes.
Se encuentra ubicado en el centro de la región, en la cuenca hidrográfica del río Sajó (afluente derecho del Tisza) y cerca de la frontera con la región de Prešov y con Hungría.

## Demografía
| Año        | 1994 | 2004    | 2014    | 2024     |
| ---------- | ---- | ------- | ------- | -------- |
| Población  | 2037 | 2160    | 2368    | 2632     |
| Diferencia |      | +6,03 % | +9,62 % | +11,14 % |

| Año        | 2023 | 2024    |
| ---------- | ---- | ------- |
| Población  | 2637 | 2632    |
| Diferencia |      | −0,18 % |